# Přemyšlení
Přemyšlení (kdysi známá také jako Přemyšlany, německy Premischl) je ves ležící ve Středočeském kraji, v okrese Praha-východ a spadá pod obec Zdiby. Leží západně u Zdib, na východě těsně sousedí s osadou Veltěž. V centru vsi je rybník na Přemyšlenském potoce.

## Historie
První písemná zmínka o Přemyšlení pochází z roku 1351, ale souvislé osídlení je archeologicky doloženo již od 10. století. Ve vsi stála tvrz, která však přestala být udržována a koncem 18. století z ní zbyla pouhá zřícenina. V první polovině 19. století byl na jejích základech vybudován zámek.
V areálu zámku sídlil ve druhé polovině dvacátého století Výzkumný ústav přístrojů jaderné techniky Tesla Přemyšlení, zřízený v souvislosti s výstavbou areálu ÚJV Řež.
Kolem zámku se prochází k bývalému sídlu Státního okresního archivu Praha-východ se sídlem v Přemyšlení, který byl po zrušení okresního úřadu do svého zániku oddělením Státního oblastního archivu v Praze. Sídlem archivu byla až budova na adrese U Továrny čp. 220 skrytá v bývalých zámeckých zahradách za fialovou budovou přestavěnou z hospodářského zázemí zámku a sloužící učebnám Česko-anglické Montessori základní školy a mateřské školy IDEA s.r.o. Archiv, jehož působnost se vztahovala na území okresu Praha-východ v hranicích ke dni 11. listopadu 2000, zanikl na základě zák. č. 416/2021 Sb., kterým se mění zákon č. 499/2004 Sb., o archivnictví a spisové službě a o změně některých zákonů, ve znění pozdějších předpisů, ke dni 1. ledna 2022, kdy vznikl Státní okresní archiv Praha-venkov se sídlem v Dobřichovicích. Badatelna archivu byla přesunuta do někdejšího Státního okresního archivu Praha-západ se sídlem v Dobřichovicích již od 1. března 2020. Zámek a další budovy areálu užívají soukromé firmy.

## Doprava
- Pozemní komunikace – Přemyšlením prochází silnice III/2424 ze Zdib do Klecan.
- Autobusová doprava – Ve vsi jsou dvě zastávky příměstských autobusů do těchto cílů: Praha Kobylisy, Řež, Klecánky, Máslovice a Odolena Voda.

## Turistika
Přes ves vedou turistické trasy  6008 Kobylisy (mhd)-Klecánky (přívoz I) a  3008 Čimice (mhd)-Pod Klecanským hájem v Klecánkách.